# Brug 158
Brug 158 is een kunstwerk in Amsterdam-Centrum. Het bouwwerk is als zodanig niet meer in gebruik.
Alhoewel genummerd als brug is het een tunnelsysteem voor voetgangers. Deze werd vanaf 1967 aangelegd om voetgangers in de gelegenheid te stellen ongestoord bij de tramhalte van tramlijn 9 op brug 85 te kunnen komen die midden op het Mr. Visserplein lag. Het systeem had toegangen op het plein voor de Portugees-Israëlietische Synagoge, in de Muiderstraat, in de Nieuwe Amstelstraat, naast de Mozes en Aäronkerk en nabij de Jodenbreestraat. De tunnel werd in oktober 1970 geopend. Het ontwerp is afkomstig van Dick Slebos toen architect bij de Dienst der Publieke Werken. De voetgangers zagen het echter anders en bleven bovengronds oversteken; de tunnel werd steeds meer een illegale plaats voor daklozen, drugsgebruikers en helers van de nabijgelegen Waterloopleinmarkt. Voor de veiligheid van de overstekende voetgangers werd de tramhalte verplaatst naar de Muiderstraat, waardoor er nog minder doorstroom kwam. De gemeente besloot de voetgangerstunnel in 1985 te sluiten; eerst met een hekwerk en daarna werd alles dichtgemetseld. Vervolgens begon een getouwtrek wat er moest gebeuren met het bovenliggende plein en de onderliggende tunnels, want ook lag brug 157, de onderdoorgang Wibautstraat naar IJtunnel, hier. De gemeente wilde herinrichten en bebouwen, maar zag er weer van af etc. In 2003 werd in het tunnelcomplex de kinderspeelplaats TunFun (tunnelplezier) geopend met klimrekken en een bioscoop. Dit bracht rust op dit gedeelte van het plein. TunFun is bereikbaar vanaf de ingang voor de synagoge; de andere ingangen verdwenen in de loop der jaren onder het zand.
In 2018 kwam TunFun en ook de tunnel weer in het nieuws; het bedrijf zou niet voldoen aan de veiligheidseisen van de brandweer, hetgeen de eigenaar betwistte. Het bedrijf werd op last van het stadsdeel Centrum in april 2018 gesloten, maar later heropend.    

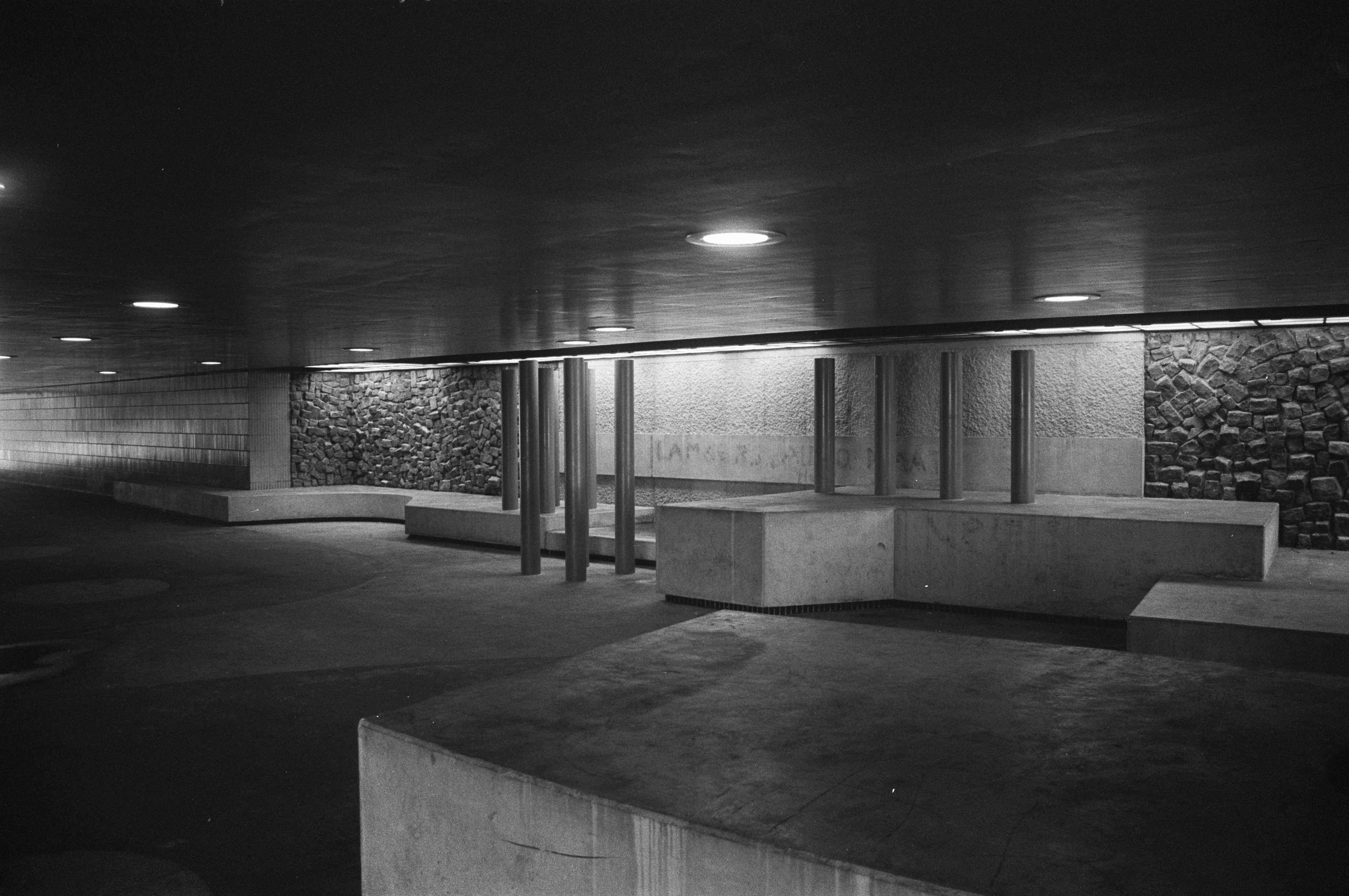
Brug 158 in 1971

<<< · 100 · 101 · 102 · 103 ·  105 · 106 · 107 · 108 · 109 ·  110 · 111 · 112 · 113 · 114 · 115 · 116 · 117 · 118 · 119 · 120 · 121 · 122 · 123 · 124 · 125 · 126 · 127 · 128 · 129 · 130 · 131 · 132 · 135 · 136 · 137 · 138 · 139 · 140 · 141 · 142 · 143 · 144 · 145 · 146 · 147 · 148 · 149 ·  150 · 151 · 152 · 155 · 156 · 159 · 160 · 161 · 162 · 163 · 164 · 165 · 166 · 167 · 168 · 169 ·  170 · 171 · 172 · 173 · 174 · 175 · 176 · 177 · 178 · 179 · 180 · 181 · 182 · 183 · 184 · 185 · 186 · 187 · 189 · 190 · 191 · 192 · 193 · 194 · 195 · 196 · 198 · 199 · >>>
Brugnummers 104, 133, 134, 153, 154, 157, 158, 188 en 197 zijn niet (meer) in gebruik.